# Turner Hills
Turner Hills är kullar i Antarktis. De ligger i Östantarktis. Australien gör anspråk på området. Toppen på Turner Hills är 2 222 meter över havet, eller 268 meter över den omgivande terrängen.
Terrängen runt Turner Hills är kuperad åt sydost, men åt nordväst är den platt. Trakten är obefolkad. Det finns inga samhällen i närheten.